# オエステ・デ・ミナス鉄道

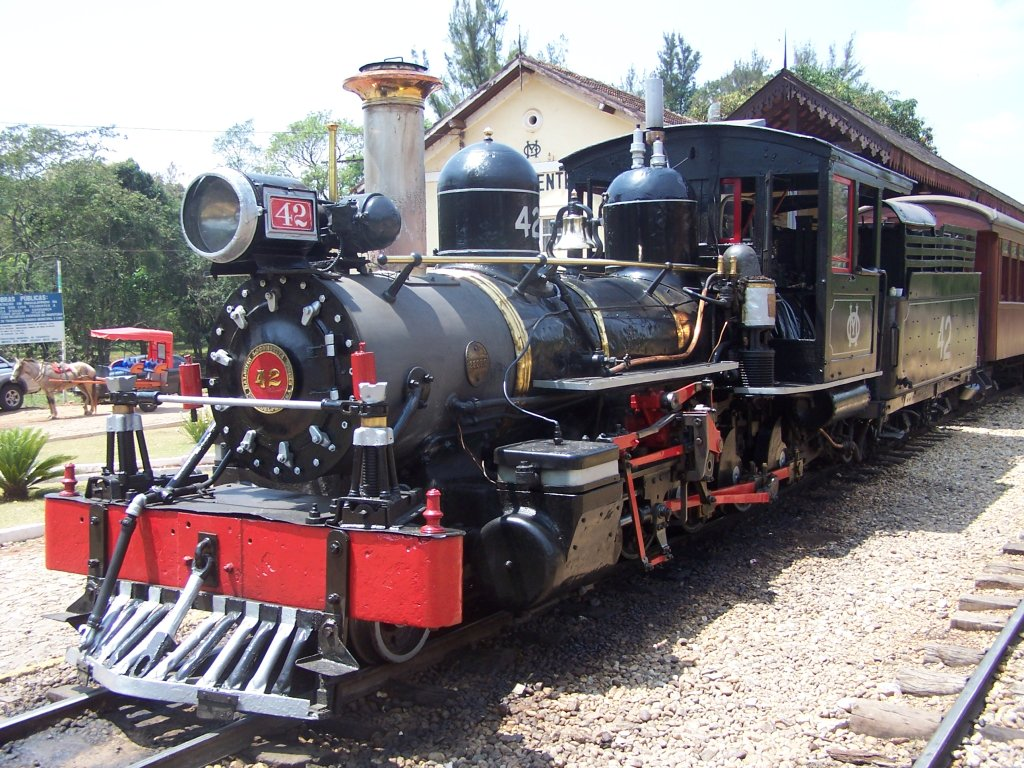
煙のマリアとの愛称をもつ動態保存の蒸気機関車

オエステ・デ・ミナス鉄道 (西ミナス鉄道、葡 : Estrada de Ferro Oeste de Minas) は、ブラジル、ミナスジェライス州のサン・ジョアン・デル・レイからチラデンテスまでの12kmを結ぶ、観光用の保存鉄道である。1989年にブラジル国立歴史芸術遺産協会 (Iphan) により歴史遺産に認定された。

前身である軌間762mmの鉄道網は、地域の殖民に寄与する目的で1881年に敷かれ、1960年には一部が軌間1000mmに改軌されたが、残りの区間は1983年に放棄されたままであった。1980年代初期に、市民団体であるABPFの運動の結果、2つの歴史的な街を結ぶ区間が保存鉄道として復活した。ヴァーレの子会社であり、この地域の貨物鉄道を運営するFCA (中部大西洋鉄道) が実際の運行を担当している。4両の蒸気機関車が動態保存されている。

サン・ジョアン・デル・レイの駅には博物館があり、軌間1000mmのものを含む機関車や客貨車が保存されている。また転車台や修理工場も併設されている。

## 参考
- オエステ・デ・ミナス鉄道 （ポルトガル語） 2012年2月9日 05:23 の版